# Меникелли, Франко
Франко Меникелли (итал. Franco Menichelli; род. 1941) — итальянский гимнаст, олимпийский чемпион.

## Биография и достижения
Родился 3 августа 1941 года в Риме.
Был участником по спортивной гимнастике на Олимпийских играх 1960, 1964 и 1968 годов, завоевав одну золотую, одну серебряную и три бронзовые медали.
Также выиграл три бронзовые медали на чемпионатах мира; шесть золотых и по четыре серебряных медали на чемпионатах Европы по спортивной гимнастике.
Серьёзно повредив ахиллово сухожилие при приземлении в вольных упражнениях на Олимпиаде 1968 года, Меникелли вскоре ушел из спорта.
Занялся тренерской работой и с 1973 по 1979 год тренировал национальную сборную команду по гимнастике.
В 2003 году Франко Меникелли был включен в Международный зал славы гимнастики.
Его брат Джампаоло — футболист, известный по выступлениям за клуб «Ювентус».